# Cytisus aeolicus
Cytisus aeolicus es un arbusto de la familia de las fabáceas. Es endémica de las islas de Vulcano, Alicudi y Stromboli.

## Descripción
A diferencia de las otras especies del género Cytisus que tienen el tamaño de un arbusto, la C. aeolicus puede alcanzar y superar 8-9 metros de altura. Tiene las hojas trifoliadascon un largo pecíolo de 12-18 mm y son pubescentes en ambas caras. Las flores se agrupan en inflorescencias axilares en grupos de 5-9 y tienen una corola amarilla. El fruto es una legumbre oscura, glabra, de 50-70 mm de largo, ápice acuminado.

## Distribución y hábitat
La especie es endémica de las islas de Vulcano, Alicudi y Stromboli, en un tiempo estuvo probablemente muy extendida en el resto del archipiélago de las Eolias, como lo demuestra la hoja fósil descubierto hace años en el Lake Timpone Pataso de Lipari. Prospera en los acantilados y rocas de origen volcánico y también está presente en ambientes artificiales en forma de setos o como árbol ornamental.

## Ecología
Un estudio de la fauna de insectos asociados a C. aeolicus ha identificado como los principales polinizadores a dos Hymenopteras Apoidea: Bombus terrestris y Lophanthophora dispar. Los frutos de C. aeolicus están parasitados por las larvas de algunos escarabajos brúquidos ( Bruchidius foveolatus y Bruchidius nudus ).
Estudios recientes han establecido la presencia en las raíces de C aeolicus de diferentes especies de bacterias de fijación de nitrógeno del género Rhizobium.

## Conservación
Esta especie ha sido objeto de un uso intensivo por el hombre para obtener leña, postes y equipos para la agricultura, o simplemente eliminándolo para hacer espacio para los cultivos.
Cerca de la  extinción, se inserta en la actualidad entre las especies "prioritarias" de la Directiva sobre los hábitats de la Unión Europea ( Directiva 92/43/CEE ).

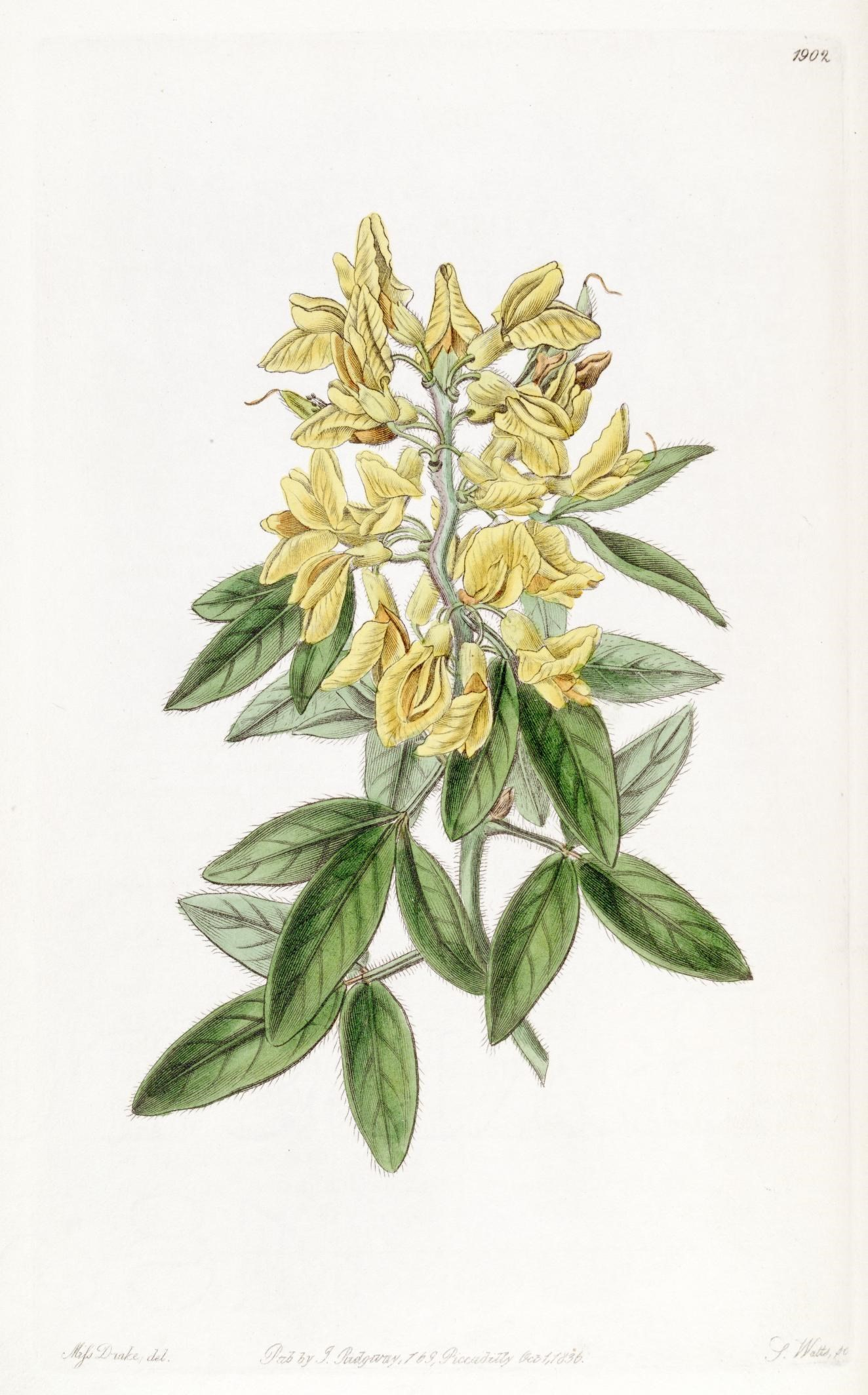
Ilustración de 1836

Los ejemplos que sobreviven en los hábitats de roca son muy pocos. La población más grande, con cerca de 500 unidades, está presente en la isla de Stromboli, la isla Vulcano, mientras que la especie está presente, con cerca de 150 ejemplares, sobre todo en el borde de las tierras agrícolas, en el que es utilizado por los agricultores locales, como seto o planta ornamental. La población de Alicudi es muy pequeña (de aproximadamente 30 personas).

## Taxonomía
Cytisus aeolicus fue descrita por Giovanni Gussone  y publicado en Florae Siculae Prodromus Suppl.: 221. 1834.
Etimología
Cytisus: nombre genérico que deriva de la palabra griaga: kutisus, un nombre griego de dos leguminosas, que verosímilmente son una alfafa Medicago arborea L. y un codeso Laburnum anagyroides Medik.
aeolicus: epíteto geográfico que alude a su localización en las islas Eolias.